# Vahram Ier
Pour les articles homonymes, voir Vahram et Bahram.
Vahram ou Bahram Ier est un souverain d’Iran de la dynastie des Sassanides de la fin du IIIe siècle qui ne règne que trois ans, entre 273 et 276.

## Biographie

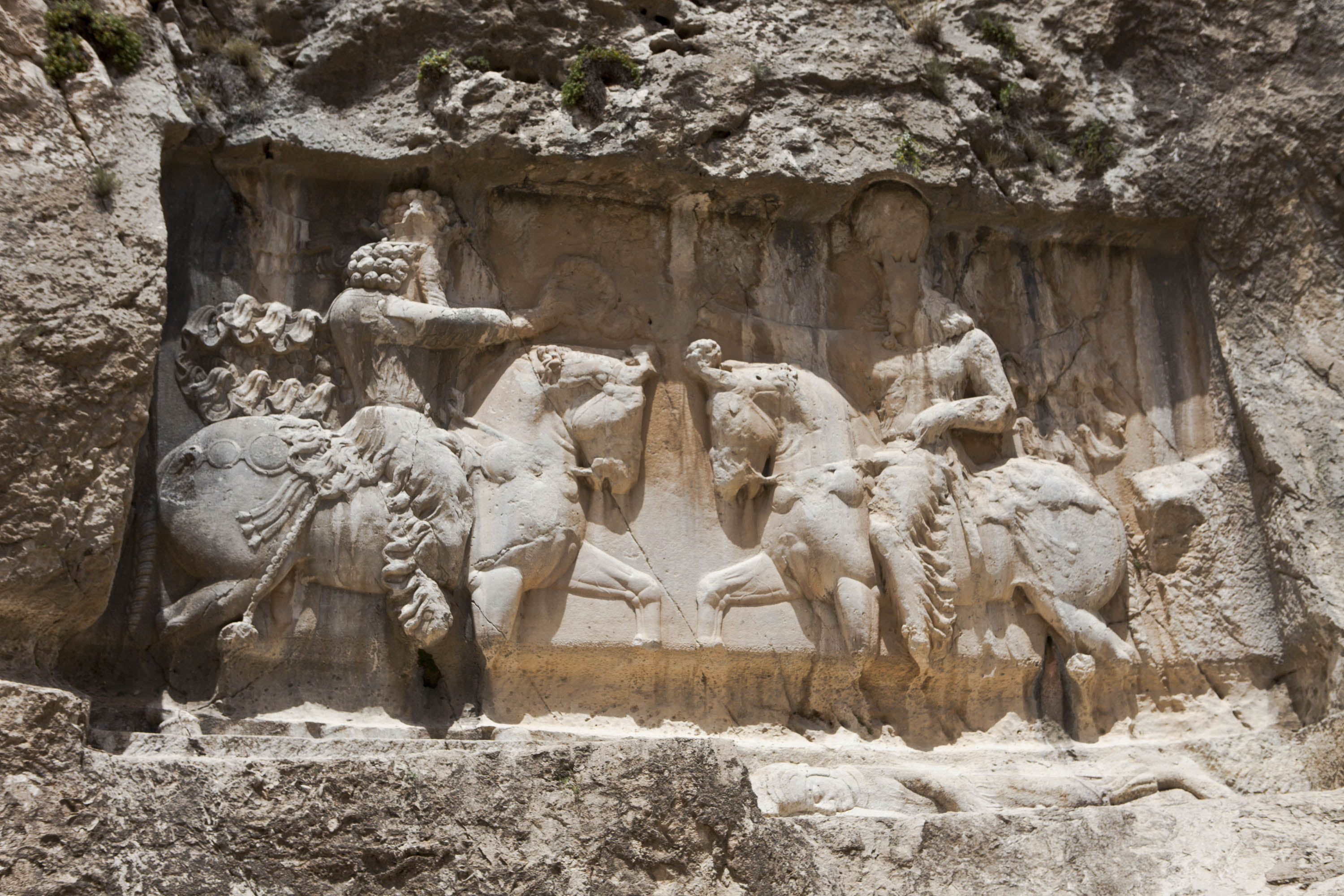
L’investiture de Vahram Ier, site de Bishapour

Vahram est le second fils de Shapur Ier et le successeur d’Hormizd Ier. D’après une inscription pahlavi, Vahram Ier est le fils et non le petit-fils de Shapur Ier (comme le prétendent certains historiens grecs ainsi que Al-Mas'ûdî et Tabari).
La première référence à Vahram Ier apparaît dans le monument du couronnement d’Ardachir Ier à Naqsh-e Rajab. Là, le futur roi des rois semble bien petit aux côtés de son grand-père et d’Ahura Mazda.
Sous le règne de son père, il est roi vassal de Mésène. Le nom « Vahram » vient du terme persan Vahrahrän, « victoire », représenté par la divinité zoroastrienne du même nom.
Il meurt apparemment de maladie en 276 après un règne de trois ans. Son fils, portant le même nom que lui, lui succède.

## Persécution du manichéisme
Prônant le retour au zoroastrisme sous la conduite de Kartir, Vahram Ier fait emprisonner Mani, le fondateur du manichéisme, et le condamne à mort. Mani survit à son persécuteur mais livré au clergé mazdéen il meurt néanmoins à la prison de Ctésiphon, en 277, peu de temps avant la date prévue pour son exécution. Des rumeurs prétendent qu’il aurait pu fuir vivant, mais en réalité sa dépouille est suspendue quelque temps au-dessus d’une des portes de la grande cité de Shahpur.
Sur les ordres de Vahram Ier, l’arrestation du prophète est suivie de la persécution de ses disciples. Le manichéisme est alors relativement bien établi en Perse grâce à de nombreux prêtres sous la hiérarchie de chefs religieux, soit douze apôtres et soixante-douze évêques. À peu près tous sont pendus sous l’influence du clergé zoroastrien sous Kartir, qui considère le manichéisme comme une hérésie et cause la mort ou l’emprisonnement de nombreux disciples.

## Relations avec Rome
Vahram Ier n’a pas de relations cordiales avec Rome.
Lors de la guerre entre Rome et Palmyre, la reine Zénobie appelle à l’aide le Roi des Rois en 273. Celui-ci lui envoie un corps expéditionnaire, mais en dépit de cette assistance, Zénobie perd la guerre et doit fuir. Elle tente de trouver asile en Perse mais est arrêtée par les Romains avant d’y parvenir. Vahram Ier cherche alors à négocier la paix. L’empereur Aurélien accepte les cadeaux envoyés ainsi que la paix. Aussi, lors du triomphe d’Aurélien célébré à Rome en 274, aucun captif perse n’apparaît, bien que les présents de Vahram soient présentés.
Moins d’un an après, en 275, Aurélien déclare la guerre à la Perse et s’avance en territoire sassanide. Il atteint le Bosphore quand une conspiration fomentée par un de ses secrétaires éclate et met un terme à l’expédition. Aurélien est assassiné au printemps 275 à quelque distance de Byzance.

## Famille et descendance
D’une épouse persane, il a eu deux fils :
- Vahram II, empereur de Perse ;
- Hormozd, prétendant.